# Алеппо (аеропорт)
Міжнародний аеропорт «Алеппо» (араб. مطار حلب الدولي, код ІАТА - ALP, код ІКАО - OSAP) - міжнародний аеропорт, що обслуговує місто Алеппо, Сирія. Аеропорт є другорядним хабом авіакомпанії Syrian Arab Airlines. Історія аеропорту бере свій початок з початку XX століття. Він був покращений та розвинутий протягом років, аж до 1999, коли було відкрито новий термінал. Станом на 2013 всі рейси скасовані через громадянську війну у Сирії.

## Термінал
Міжнародний аеропорт «Алеппо» має сучасний термінал, який поєднує сучасну та ісламську архітектуру. Загальна площа становить 38,000 м2 на чотирьох поверхах. Аеропорт обслуговує 1.7 мільйонів пасажирів на рік.
Термінал надає безліч послуг для авіакомпаній та пасажирів, такі як банківські, охорони здоров'я, поштові, туристичні послуги та інформаційні бюро на додачу до д'юті фрі та інших зручностей. Аеропорт має цифрові інформаційні монітори про польоти та систему оповіщення.
Термінал міжнародного аеропорту «Алеппо» має чотири сучасні злітно-посадкові смуги, які обслуговують чотири транзитні ворота, обладнані сучасними охоронними системами та чотирма додатковими воротами.

### Поверхи терміналу
- Підвал: молитовна кімната, магазини, туалети та інші зручності.
- Перший поверх: зона співробітників, зал прибуття, зал вильотів, ворота, VIP зона та аеропортні офіси.
- Другий поверх: транзитний зал, вихід до злітно-посадкових смуг через обладнані ворота, д'юті-фрі, офіс AIS, медпункт, ресторани, представництва авіаліній та департаменту авіації.
- Третій поверх: ресторани, магазини, веранда обслуговуючого персоналу.
- Зовнішня частина терміналу передбачена для паркування.

### Послуги терміналу
- Інформаційний офіс
- Туристичний інформаційний офіс
- Пошта
- Послуги зв'язки
- Послуги страхування
- Офіс Syrian Arab Airlines
- Банкомати
- Обмін валют
- Офіс Syriatel
- Магазин Duty Free
- Диспансер
- Дитяча кімната
- Ресторани та кафе
- Магазини

## Історичні моменти
- У 1918 році авіалінії KLM здійснили свій перший рейс на Близький Схід через аеропорт «Алеппо».
- У 1930 році Емі Джонсон здійснила перший навколосвітній рейс літака, що керувався жінкою, з Лондона до Мельбурна через аеропорт «Алеппо», де її з радістю прийняли.